# Amtsgericht Sonthofen

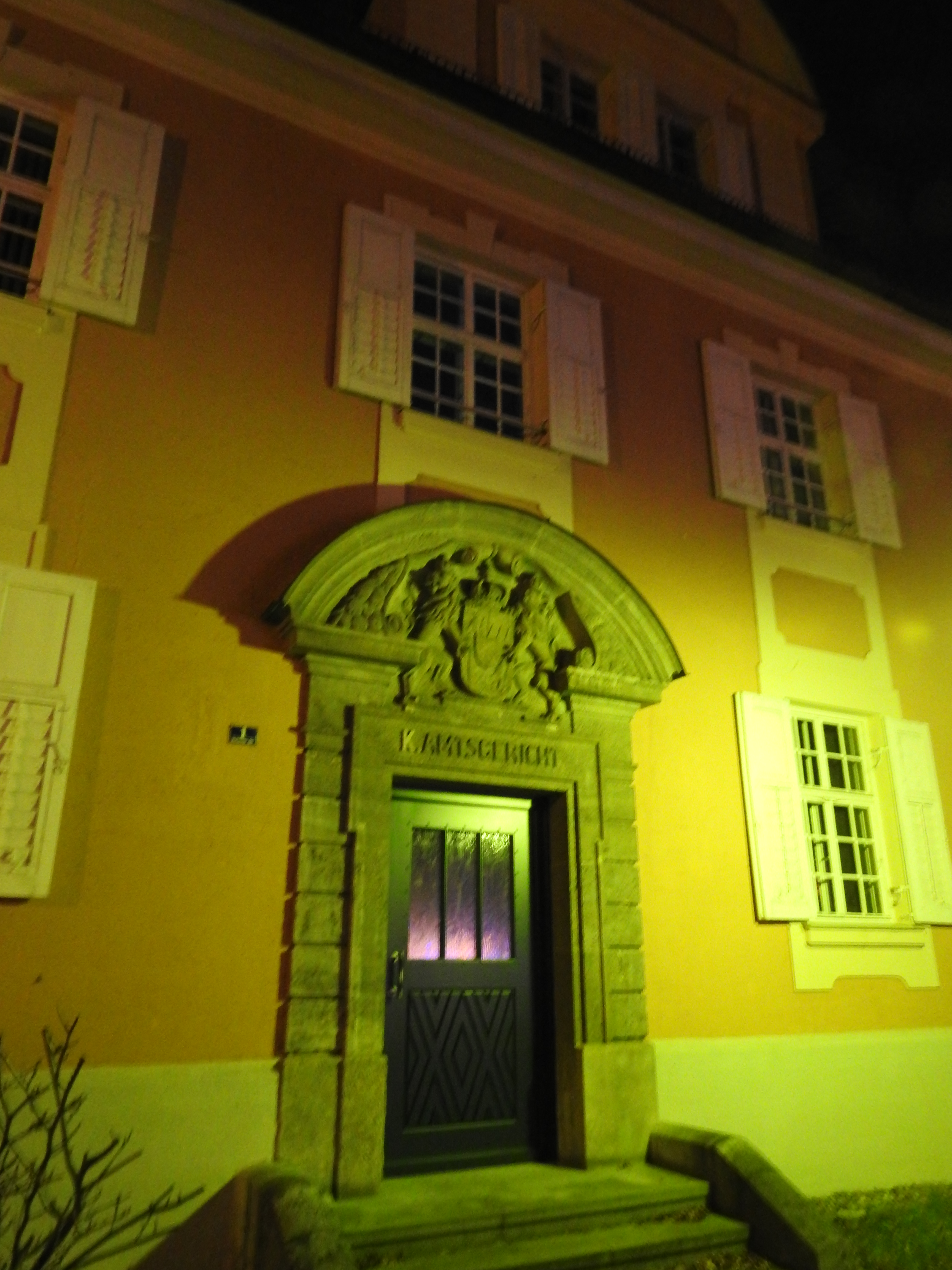
Amtsgericht Sonthofen

Das Amtsgericht Sonthofen ist ein Gericht der ordentlichen Gerichtsbarkeit und eines von 73 Amtsgerichten in Bayern. Der Sitz des Gerichts befindet sich in der Prinz-Luitpold-Straße 2 in Sonthofen. Es war bis 2008 die größte Zweigstelle eines Amtsgerichts In Bayern, verfügt über ein eigenes Grundbuchamt.

## Geschichte
Bis 1862 befanden sich die Verwaltung und Gerichtsbarkeit im Aufgabenbereich der damaligen Landgerichte (siehe Landgericht Sonthofen), ab 1879 offiziell Amtsgerichte, Immenstadt und Sonthofen. Ab 1862 befand sich die Kreisverwaltung im Bezirksamt in Sonthofen. Beide Gerichte waren nun selbständige Institutionen geworden.
Das Hauptgebäude, in dem sich das Gericht heute befindet, wurde 1912 fertiggestellt und bezogen. Davor war es im Sonthofener Schloss untergebracht. Das Amtsgericht Immenstadt wurde am 1. Januar 1970 aufgelöst; die Aufgaben übernahm das Amtsgericht Sonthofen, bevor dieses am 1. Juli 1973 zur Zweigstelle des Amtsgerichts Kempten wurde. 1996 erfolgte die Grundsteinlegung für den Erweiterungsbau des Hauptgebäudes, der 1999 eingeweiht wurde.
Auf Beschluss des Bayerischen Landtags vom 18. Juli 2007 wurde das Amtsgericht Sonthofen zum 1. Januar 2008 zum eigenständigen Amtsgericht heraufgestuft.

## Zuständigkeitsbereich
Der Zuständigkeitsbereich erfasst den südlichen Landkreis Oberallgäu (alle Orte südlich der Linie Missen – Wertach). Das Gericht ist für Zivil-, Familien-, Nachlass-, Betreuungs-, Grundbuch- und Strafsachen zuständig.
Folgende Verfahren werden am Amtsgericht Kempten verhandelt:
- Registersachen
- Personenstandsverfahren
- Insolvenzverfahren
- Zwangsversteigerungen

## Übergeordnete Gerichte
Dem Amtsgericht Sonthofen sind das Landgericht Kempten und das Oberlandesgericht München übergeordnet.

## Gerichtsgebäude
Das Amtsgerichtsgebäude ist ein zweigeschossiger Walmdachbau mit Zwerchgiebeln über L-förmigem Grundriss, das neubarocke Gebäude stammt von 1913–14. Es steht unter Denkmalschutz (Akten-Nummer D-7-80-139-73).